# Mooreonuphis guadalupensis
Mooreonuphis guadalupensis är en ringmaskart som först beskrevs av Fauchald 1968.  Mooreonuphis guadalupensis ingår i släktet Mooreonuphis och familjen Onuphidae. Inga underarter finns listade i Catalogue of Life.